# Arthur Hoerl
Arthur Hoerl (Nova Iorque, NI, 17 de dezembro de 1891 – Hollywood, CA, 6 de fevereiro de 1968) foi um roteirista e diretor de cinema norte-americano.
Nascido de família imigrante alemão, ele roteirizou 150 filmes entre 1921 e 1968, e também dirigiu quatro filmes entre 1932 e 1934. Escreveu a peça A Few Wild Oats para Broadway, em 1932.

## Filmografia selecionada
- The Devil's Chaplain (1929)
- Two Sisters (1929)
- Anne Against the World (1929)
- Drums O' Voodoo (1934 - directed)
- Jungle Menace (1937)
- Cipher Bureau (1938)
- Isle of Destiny (1940)
- The Vigilante (1947)
- The Sea Hound (1947)
- Brick Bradford (1947)
- Superman (1948)
- Tex Granger (1948)
- She Shoulda Said No! (1949)
- King of the Congo (1952)
- Son of Geronimo (1952)
- The Lost Planet (1953)